# Christian Friedrich Wilhelm von Ploetz
Christian Friedrich Wilhelm vom Ploetz (* 15. März 1745 in Stuchow; † 6. September 1816 ebenda) war ein preußischer Generalleutnant und Kommandant von Stettin.

## Leben

### Herkunft
Er war der Sohn des Erbherrn von Stuchow Balthasar Heinrich von Ploetz (* 15. Oktober 1694; † 30. Dezember 1761) und dessen Ehefrau Juliana Sophia Sabina, geborene von Kleist (1716–1767). Sie war eine Tochter von Joachim Ewald von Kleist (1684–1738), Erbherr auf Zeblin und Warnin und Schwester von Ewald Christian von Kleist. Seine Brüder waren der spätere Generalleutnant und Gouverneur von Warschau Franz Heinrich Christian von Ploetz (1741–1819) und Carl Gustav von Ploetz (1743–1796), Herr auf Stuchow und Medewitz. Außerdem hatte Ploetz noch fünf Schwestern.

### Militärkarriere
Ploetz trat 1759 während des Siebenjährigen Krieges als Gefreiterkorporal in das Infanterieregiment „von Düringshofen“ der Preußischen Armee ein. Er nahm an den Schlachten bei Liegnitz, Torgau und Freiberg, dem Übergang über die Mulde sowie der Belagerung von Dresden teil. Im Mai 1763 avancierte er zum Sekondeleutnant und war ab Mitte März 1774 als Premierleutnant und Inspektionsadjutant bei der Westfälischen Infanterieinspektion tätig. Während des Bayerischen Erbfolgekrieges kämpfte Ploetz 1778/79 im Gefecht bei Neustadt. Bis Januar 1783 stieg er zum Kapitän und Chef der Grenadierkompanie auf. Ende Oktober 1790 kam Ploetz als Major und Bataillonskommandeur in das Infanterieregiment des Kronprinzen Friedrich Wilhelm. Zwischen beiden entwickelte sich in den kommenden Jahren ein freundschaftliches Verhältnis. Am 5. August 1799 wurde er Oberstleutnant sowie am 18. Juli 1800 Oberst und Kommandeur des Regiments. Für das Regiment errichtete er 1801 ein Militärschule in Potsdam und erhielt im gleichen Jahr anlässlich einer Revue den Orden Pour le Mérite. 1803 wurde er Mitglied der Militärischen Gesellschaft in Berlin. Nach den Kämpfen bei Jena und Auerstedt und der Auflösung der Armee blieb er zunächst inaktiv, wurde aber 1811 zum Generalmajor befördert. Als solcher kommandierte er eine Division der Pommerschen Landwehr und belagerte 1813 von Stettin. Nach der Übergabe der Festung am 22. November 1813 wurde er anschließend Kommandant der Festung. Am 20. August 1814 wurde Ploetz mit dem Charakter als Generalleutnant und einer jährlichen Pension von 1000 Talern der Abschied gewährt. Er verstarb unverheiratet.